# Wielki Dwór (gromada)
Wielki Dwór – dawna gromada, czyli najmniejsza jednostka podziału terytorialnego Polskiej Rzeczypospolitej Ludowej w latach 1954–1972.
Gromady, z gromadzkimi radami narodowymi (GRN) jako organami władzy najniższego stopnia na wsi, funkcjonowały od reformy reorganizującej administrację wiejską przeprowadzonej jesienią 1954 do momentu ich zniesienia z dniem 1 stycznia 1973, tym samym wypierając organizację gminną w latach 1954–1972.
Gromadę Wielki Dwór z siedzibą GRN w Wielkim Dworze utworzono – jako jedną z 8759 gromad na obszarze Polski – w powiecie morąskim w woj. olsztyńskim na mocy uchwały nr 17 WRN w Olsztynie z dnia 4 października 1954. W skład jednostki weszły obszary dotychczasowych gromad Kadzie, Koszajny, Lepno i Wielki Dwór oraz miejscowości Dajny i Sadławki z dotychczasowej gromady Bajdy ze zniesionej gminy Myślice, a także miejscowości Budyty, Budwity i Gizajny z dotychczasowej gromady Jarnołtowo ze zniesionej gminy Małdyty, w tymże powiecie. Dla gromady ustalono 17 członków gromadzkiej rady narodowej.
31 grudnia 1967 do gromady Wielki Dwór włączono część obszaru PGR Kreki (210 ha) z gromady Myślice w tymże powiecie.
Gromadę zniesiono 30 czerwca 1968, a jej obszar włączono do gromad: Myślice (wsie Kadzie, Koszajny, Lepno i Wielki Dwór, PGR-y Dajny, Kreki, Połowite, Potajny, Sadławki i Sasiny oraz osady Bartno i Łupitki) i Małdyty (PGR-y Budwity, Budyty, Gizajny i Niedźwiada) w tymże powiecie.